# Siphocampylus warmingii
Siphocampylus warmingii är en klockväxtart som beskrevs av August Kanitz. Siphocampylus warmingii ingår i släktet Siphocampylus och familjen klockväxter. Inga underarter finns listade i Catalogue of Life.